# Banchee
I Banchee sono un gruppo musicale statunitense di genere hard rock nato nel 1969, anno nel quale hanno debuttato con un album omonimo.
La formazione si sciolse dopo appena due anni.

## Ultima formazione conosciuta
- Johnny Pacheco - percussioni
- Michael Gregory Marino - voce, basso
- Victor William Digilio - batteria
- Fernando Luis Roman - voce, percussioni
- Peter Alongi - voce, chitarra
- Jose Miguel De Jesus - voce, chitarra

## Discografia
- 1969 - Banchee
- 1971 - Thinkin'